# گوبلنرود
گوبلنرود (به آلمانی: Göbelnrod) یک منطقهٔ مسکونی در آلمان است که در هسن واقع شده‌است. گوبلنرود ۶۶۸ نفر جمعیت دارد.